# 道の駅高田松原

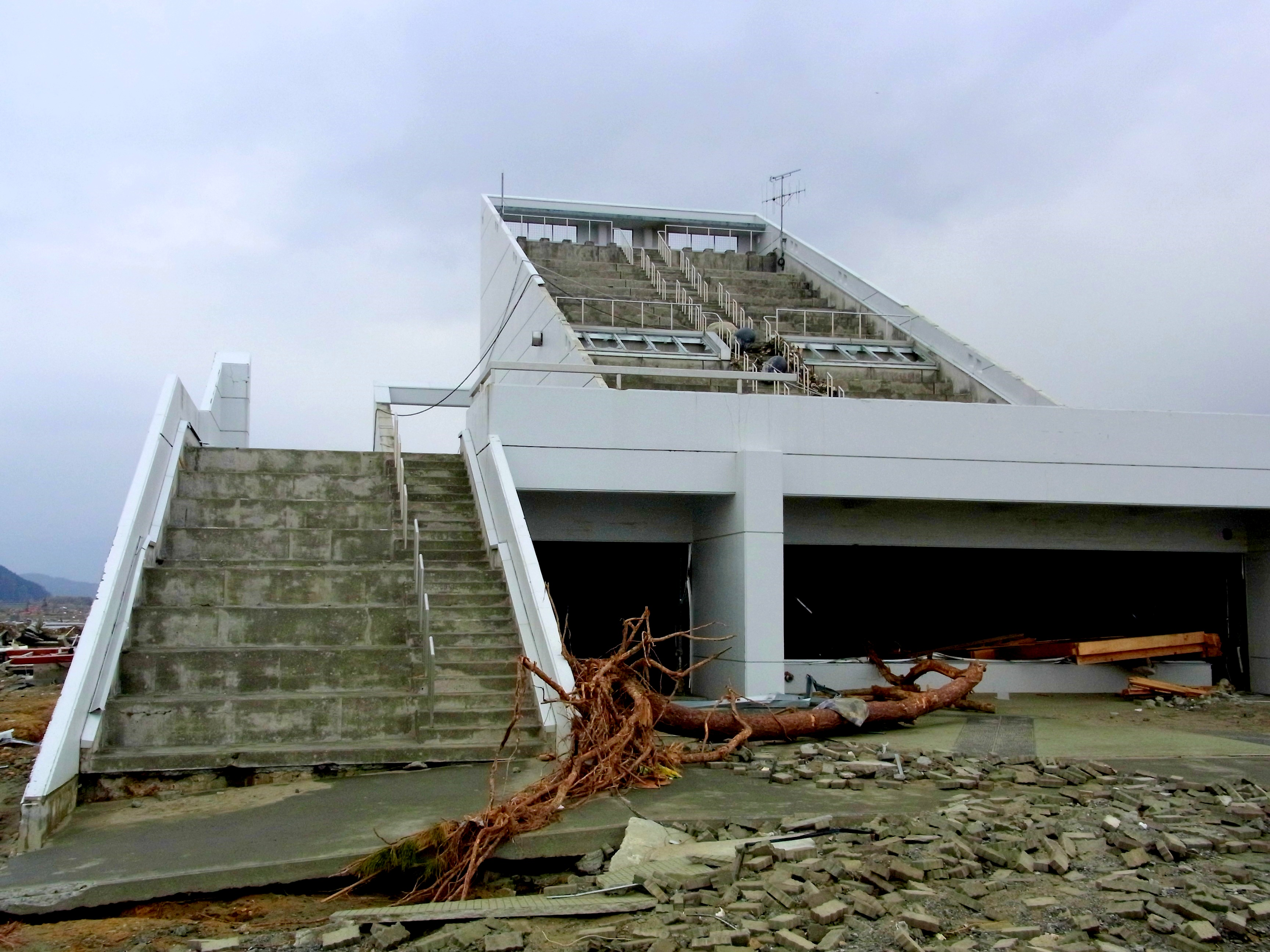
東北地方太平洋沖地震後の道の駅高田松原（2011年3月31日撮影）

道の駅高田松原（みちのえき たかたまつばら）は、岩手県陸前高田市気仙町にある国道45号の道の駅である。
1991年（平成3年）7月21日に陸前高田市の観光情報発信拠点として開業した「陸前高田シーサイドターミナル」（愛称「タピック45」）が、1993年（平成5年）4月に始まった「道の駅」として指定を受けた。
2011年（平成23年）3月11日に発生した東北地方太平洋沖地震（東日本大震災）の津波により被災し、長らく休館中であった。その後、本施設を含む一帯については、高田松原津波復興祈念公園の名称で再整備が進められ、本施設も再開が決定。2015年（平成27年）1月には、休業中にもかかわらず重点道の駅に選定された。2019年（令和元年）9月22日に国営追悼・祈念施設の一部（祈りの軸、海を望む場、献花の場、奇跡の一本松）や東日本大震災津波伝承館とともに8年半ぶりに利用開始・再開された。再開された施設に別称や愛称はない。
なお、旧施設（タピック45）については、震災遺構として保存され、2021年（令和3年）4月からその内部も公開されている。

## 施設
- 駐車場
  - 普通車：140台
  - 大型車：33台
  - 身障者用：4台
- トイレ（24時間トイレ／物産施設側トイレの合計）
  - 男性用便器：15器
  - 男性用個室：6室
  - 男性用多目的個室：3室（うち1室オストメイト対応）
  - 女性用個室：30室
  - 女性用多目的個室：3室（うち1室オストメイト対応）
  - 性別共用多目的個室：1室（オストメイト対応）
- 店舗・売店：おみやげ／産直（農・水産）
  - 物産コーナー 9:00 - 18:00（12月 - 2月は17:00まで）
- レストラン
  - まつばら食堂 10:30 - 15:30
  - たかたのごはん 10:30 - 15:00
- 喫茶・軽食
  - すなば珈琲高田松原店 10:00 - 16:45（平日は11:00 - 16:00）
- サービスカウンター
- 観光インフォメーションデスク（ガイドツアーなどの受付）
- 休憩所
- 道路情報コーナー
- 公園
  - 高田松原津波復興祈念公園／国営追悼・祈念施設／高田松原海水浴場
- 乳幼児設備
  - ベビーベッド、ベビーチェア、授乳室

## 休館日
- 無休

## アクセス
- 国道45号
- E45 三陸沿岸道路 陸前高田長部インターチェンジから5分[6]
- JR大船渡線BRT 奇跡の一本松駅 - 道の駅内にバス停留所が設置されている。
- 陸前高田グリーンスローモビリティ「モビタ」道の駅循環線 「道の駅高田松原」停留所 - 土日祝日のみ運行。